# آمیلوراید
آمیلوراید (به انگلیسی: Amiloride)
رده درمانی: دیورتیک نگهدارنده پتاسیم.
اشکال دارویی: قرص
مکانیسم اثر: با اثر بر مجاری جمع کننده نفرونهای کلیه موجب کاهش بازجذب سدیم و دفع پتاسیم را کاهش می دهند.
موارد مصرف: هایپرتانسیون و ادم ناشی از نارسایی قلبی